# José Enrique Valencia
José Enrique Arboleda Valencia (Popayán, 21 de marzo de 1918-Bogotá, 1° de julio de 2010) fue un abogado laboralista y político colombiano, miembro del Partido Conservador Colombiano.
Valencia, abogado de la Universidad del Cauca, ocupó varios cargos dentro de la justicia colombianaː fue Fiscal delegado, Secretario general del tribunal seccional del trabajo.
Como político conservador fue representante a la cámara por Cauca a finales de los años 40, y luego fue nombrado ministro de Gobierno por el general Gustavo Rojas Pinilla entre 1956 y 1957; siendo sin embargo, incapaz de frenar la caída del gobierno militar.
Posteriormente ejerció como abogado, gerente del Instituto de Crédito Territorial en Popayán, y en el Tribunal Superior del Cauca, llegó a ser magistrado de la Corte Suprema de Justicia. Fue Decano de la Facultad de derecho de la Universidad del Cauca, y obtuvo varios reconocimientos.
Jurista destacado y considerado una autoridad en el derecho laboral en Colombia, Arboleda fue miembro del Consejo de Estado, magistrado de la Corte Suprema de Justicia en su sala laboral a principio de los años 50 y luego entre 1968 y 1976, siendo presidente de la corte en 1974. Entre 1984 y 1988, fue magistrado de la Corte Electoral de Colombia.
Pertenecía a varios círculos académicos como la Academia Colombiana de Jurisprudencia, Colegio de Abogados laboralistas de Colombia, Asociación Iberoamericana del Derecho del Trabajo y de la Sociedad Bolivariana de Colombia.

## Biografía
José Enrique Arboleda Valencia nació en Popayán, el 21 de marzo de 1918, en el seno de una familia tradicional de esa ciudad.
Se graduó como abogado de la Facultad de Derecho, en la Universidad del Cauca el 16 de enero de 1943, con 24 años. Allí conoció a personajes como Tomás Castrillón, Edgar Simmonds Pardo, Sergio Rojas Fajardo y Jesús Hormaza.
En 1947 se radicó en Bogotá, luego de haber obtenido un asiento en la Cámara de Representantes de su país, como vocero de su natal departamento, Cauca, a nombre del Partido Conservador. Permaneció allí hasta 1949, viviendo de cerca el caos producido por El Bogotazo.
En agosto de 1949 regresó a Popayán para servir como secretario de gobierno del gobernador del Cauca, Guillermo de Angulo, hasta septiembre de 1950, con el gobernador Luis Fernando Pardes.

### Dictadura militar (1953-1957)

#### Magistratura en el Consejo de Estado (1954-1955) y en la Corte Suprema de Justicia (1955-1956)
En marzo de 1954 fue nombrado por el gobierno como magistrado de la sala de consulta del Consejo de Estado de Colombia en marzo de 1954, órgano consultivo del gobierno, que estaba precedido desde 1953 por los militares, encabezados por el teniente general Gustavo Rojas Pinilla. Arboleda llegó a ocupar la presidencia del órgano en 1955.
Luego fue nombrado por primera vez magistrado de la Corte Suprema de Justicia de Colombia en febrero de 1955, luego de un mes de su salida del Consejo de Estado, integró la sala laboral, ya que era su especialidad. Permaneció en la Corte hasta su ingreso al gobierno militar, en agosto de 1956.

#### Ministerio de Gobierno (1956-1957)

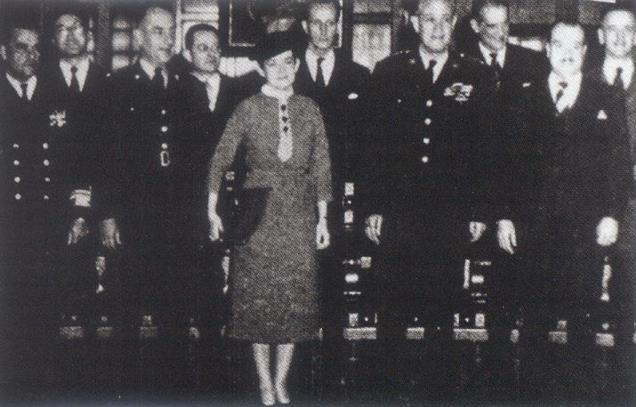
El gabinete de Rojas en 1956ː Aparecen, entre otros Josefina Valencia, el general Rojas, y el propio Arboleda (de bigote).

Valencia, quien era pariente de la recientemente nombrada ministra de educación, Josefina Valencia, fue llamado por el general Rojas, para que ocupara la cartera de gobierno, el ministerio más importante en Colombia. Arboleda se posesionó el 20 de septiembre de 1956, reemplazando a Lucio Pabón.
Arboleda, conocedor de la ley y la constitución, defendió la reelección del presidente Rojas en 1957, argumentando que no siendo posible en ese momento la convocatoria a elecciones democráticas, la Asamblea Nacional Constituyente sería la encargada de refrendar un segundo mandato del general, triunfo que sería seguro por ser los rojistas mayoría en este órgano.
Sin embargo el descontento social, y la reconciliación temporal de los partidos tradicionales llevó a Rojas a renunciar al gobierno el 10 de mayo de ese año. Arboleda había salido del gabinete casi un mes antes de la caída del gobierno, el 12 de abril de 1957, ya que el general buscaba congraciarse con la Iglesia Católica, nombrando a Hernando Navia en el ministerio, puesto que la institución se había distanciado del régimen militar.

### Frente Nacional (1958-1970)
Arboleda se retiró del gobierno, y se dedicó al ejercicio de su profesión. En septiembre de 1962, su pariente, el presidente Guillermo León Valencia lo nombró gerente del Instituto de Crédito Territorial en Popayán, hasta marzo de 1964. En ese año ingresó al Tribunal Superior de Popayán, integrando las salas civil y laboral del órgano judicial hasta 1967.

#### Segunda Magistratura en la Corte Suprema de Justicia de Colombia (1960-1988)
En septiembre de 1968 regresó, Arboleda regresó a la Corte Suprema de Justicia de Colombia,como integrante de la sala laboral de ese órgano.
Irónicamente, durante su magistratura, votó a favor de la legalidad de las medidas que tomó el entonces presidente Carlos Lleras Restrepo para contener el estallido social provocado por la derrota electoral (en circunstancias extrañas) del expresidente Rojas Pinilla, quien se había postulado a la presidencia con su partido propio, la Anapo. Esas medidas le permitieron al gobierno contener a los simpatizante de Rojas. En 1971 llegó a ser presidente de la Sala Laboral de la Corte.
En 1974, Arboleda fue elegido presidente de la corporación. Le correspondió dar viabilidad jurídica a las medidas implementadas por el presidente Alfonso López Michelsen en materia económica, debido a los problemas económicos en que estaba el país luego de la salida de Misael Pastrana (el que venció a Rojas en 1970) del gobierno. López, un hábil abogado y político, logró que la Corte y el Consejo de Estado lo apoyaran y se declaró la emergencia económica, siendo el magistrado Arboleda uno de los detractores de la decisión, que consideraba más política que social.

## Familia

### Ascendientes y padres
José Enrique Arboleda Valencia era miembro de las poderosas familias caucanas de los Arboleda y los Valencia. Sus padres eran José María Arboleda Llorente y María Luisa Valencia Quijano, siendo sus hermanos Eduardo, Reinaldo, Jorge, Hernán, Diego, Julio y Carmen Arboleda.
Su padre era nieto del educador y periodista Sergio Arboleda Pombo, y sobrino del escritor y político conservador Julio Arboleda Pombo, por lo que era primo de la dama colombo-francesa Cecilia Arboleda Mosquera (hija de Sofía Mosquera Hurtado, y esposa a su vez del político Jorge Holguín Mallarino). De Sergio Arboleda desciende la modelo Adriana Arboleda, quien es trastataranieta de Arboleda.

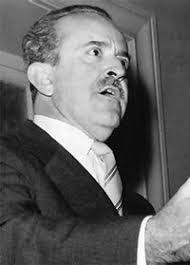
Su primo segundo, Guillermo León Valencia.

José María Arboleda, era también sobrino trastataranieto del prócer de la independencia Antonio de Arboleda y Arrachea, hijo a su vez del empresario neogranadino Francisco Arboleda y Vergara, alcalde de la ciudad natal de todos los individuos de la familia Mosquera, Arboleda y Valencia, antes mencionados. 
Su madre, por su parte, era sobrina del poeta y político conservador Guillermo Valencia Castillo "El maestro", por lo que era prima del futuro presidente de Colombia, Guillermo León Valencia. Era prima también del activista marxista Álvaro Pío Valencia y de la política Josefina Valencia. Tanto su padre como su tío (los de María Valencia), eran tataranietos del banquero Pedro Agustín de Valencia, y sobrinos bisnietos de los hermanos y próceres de la independencia Marcelino y Santiago de Arroyo y Valencia.

### Hermanos y parentela
Tres de sus hermanos mayores fueron sacerdotes católicos, por lo que no dejaron descendenciaː Eduardo se unió a los vicentinos, mientras que Hernán y Diego hicieron lo propio con los redentoristas. Su hermano Julio nació en Quito, pero fue importante en la política colombiana entre los años 1960 a 1980.

### Matrimonio y descendencia
José se unió en matrimonio con Ligia Perdomo Salas, con quien tuvo a sus hijos Eugenia, Ligia, el abogado y juez Enrique José, Juan Manuel, Ignacio, Carmen Elena, Santiago y Ana María Arboleda Perdomo.

## Obras
- Fundamentos filosóficos del derecho del trabajo
- La sustentación del recurso de apelación
- El derecho del trabajo y la seguridad social: realidad y proyecciones
- El derecho laboral frente a la constitución de 1991
- Francisco José de Caldas
- La Violencia y el Derecho
- Balance del derecho electoral colombiano